# Макеево (городской округ Зарайск)
Макеево — село в городском округе Зарайск Московской области. Находится в юго-восточной части городского округа, недалеко от границы с Рязанской областью.
У южной границы села проходит железнодорожная хордовая линия Узуново — Рыбное, на которой к юго-востоку от села находится единственная на линии станция Макеево-Московское.

## Население
| 2002 | 2006  | 2010  |
| ---- | ----- | ----- |
| 1363 | ↗1412 | ↗1413 |

## История
Впервые упоминается в приправочной книге 1616 года в качестве сельца «за вдовою за Оленою за Григорьевою дочерью Сунбулова, да за её сестрами за левкою за Оленкою да за Марьицею», в нём «двор прикащиков, 3 двора крестьян, двор бобылей, 6 дворов пустых, 20 мест дворовых, пашни паханные 2 четы с осминою».
В 1930 году образовалось два колхоза — «Ударник» и «Победа», объединившие 227 крестьян из 104 хозяйства, а в 1950 году обе артели вошли в укрупненный колхоз «Красный колос» Макеевского сельсовета, позже — в совхоз того же наименования.
К 1989 году через село проложена новая железнодорожная линия Узуново — Рыбное со станцией, в том числе открыто пригородное движение электропоездов. Так же в 1989 году в Макеево была проделана большая работа по газификации этого населённого пункта. В 2000-х годах в деревне был установлен придорожный поклонный крест.

## История административного подчинения
С 1778 года село в составе Зарайского уезда Рязанской губернии.
В 1994—2006 годах — центр Макеевского сельского округа.
В 2005—2017 года — в границе сельского поселения Каринское Зарайского района Московской области.
С 2017 года село входит в городской округ Зарайск, административно подчинено городу областного подчинения Зарайску.

## Храм
В Макеево имеется небольшой храм в честь иконы Божией Матери «Всех скорбящих Радость», построенный в 2008 году.

## Культурная жизнь
В СДК Макеевский проходят культурные мероприятия и концерты.
В 2015 году в рамках двенадцатого благотворительного Бахрушинского фестиваля состоялось выступление оперной певицы Станиславы Масленниковой (сопрано).